# Plough Lane
Il Plough Lane, noto anche come The Cherry Red Records Stadium per ragioni di sponsorizzazione, è un impianto sportivo polivalente inaugurato il 3 novembre 2020, di proprietà del AFC Wimbledon.
La struttura è situata di fronte alla Plough Lane Road, nei pressi del sobborgo londinese di Wimbledon.
L'impianto è casa di due società, una calcistica ed una rugbista; la società calcistica (Il AFC Wimbledon sia maschile che femminile) lo sfrutta come proprio stadio di casa sin dalla sua inaugurazione, mentre la società di rugby (i London Broncos) ne ha fatto da stadio di casa dal 2022.

## Storia
L'allora Wimbledon FC disputava le proprie partite casalinghe nel vecchio impianto Plough Lane, in attività dalla sua inaugurazione nel 1912 sino al suo abbandono nel 1991. A seguito di tale evento, la squadra londinese portò avanti fino al 2003 una condivisione di campo (l'attuale Selhurst Park) con la compagine del Crystal Palace. Il Wimbledon quindi, ancora in cerca di uno stadio attrezzato sufficientemente per soddisfare i requisiti qualitativi imposti (il vecchio Plough Lane era difatti diventato obsoleto ed inadatto per una ristrutturazione), sondò diversi stadi sia all'interno che all'esterno della zona di Merton, ma nessuno venne poi più preso in considerazione. Nel 2003, la compagine del Wimbledon FC si stanziò a circa 100 km più a Nord, nella città di Milton Keynes, ereditandone l'anno successivo il nome per la squadra di Milton Keynes Dons.
Nel 2002 venne formata una nuova squadra di calcio a Wimbledon da parte di alcuni vecchi sostenitori del Wimbledon FC, che ebbero il via libera da parte della Football Association dopo che sempre quest'ultima permise il trasferimento della vecchia squadra a Milton Keynes, il neonato club AFC Wimbledon giocò quindi nel Kingsmeadow, allora già casa del Kingstonian.
Fin dalla nascita, il nuovo club aveva sempre dichiarato come uno dei suoi obiettivi principali quello di ritornare a Merton, ma con un nuovo stadio in prossimità del terreno in cui sorgeva quello antico. Fu così che, successivamente, sopra al sito di Wimbledon Greyhound Stadium, si decise di far sorreggere il nuovo stadio.
Nel 2013 l'AFC Wimbledon ha annunciato che erano in corso discussioni con il Merton Council su un'offerta congiunta per lo stadio del levriero ed il suo relativo terreno circostante, in collaborazione con lo sviluppatore Galliard Homes, per costruire così il nuovo stadio, 600 nuove proprietà residenziali ed una serie di altre nuove strutture.

## Espansione
Vi è stato richiesto un permesso di pianificazione dell'impianto per portarlo in futuro a 20.000 unità.